# Riffelalptram
| Riffelalptram beim Hotel |                                 |                                 |                                 |
| Spurweite: | 800 mm (Schmalspur)             |                                 |                                 |
| Stromsystem: | 550 V / 40 Hz (bis 1961) ∆      |                                 |                                 |
| Maximale Neigung: | 50 ‰                            |                                 |                                 |
| Streckengeschwindigkeit: | 10 km/h                         |                                 |                                 |
| |                                 |                                 |                                 |
| Streckenlänge bis 1961: | 469 m                           |                                 |                                 |
| Streckenlänge ab 2001: | 675 m                           |                                 |                                 |
| Motorwagen bis 1961 |                                 |                                 |                                 |
| Anzahl: | 2                               |                                 |                                 |
| Länge: | 4,76 m                          |                                 |                                 |
| Breite: | 1,70 m                          |                                 |                                 |
| Gewicht: | 2,3 t                           |                                 |                                 |
| Hersteller | Eisenwerke Bern                 |                                 |                                 |
| Baujahr: | 1899                            |                                 |                                 |
| Motorwagen ab 2001 |                                 |                                 |                                 |
| Anzahl: | 2                               |                                 |                                 |
| Länge über Puffer: | 5,3 m                           |                                 |                                 |
| Breite | 1,5 m                           |                                 |                                 |
| Leergewicht | 3,3 t                           |                                 |                                 |
| Sitzplätze | 12                              |                                 |                                 |
| Stehplätze | 10                              |                                 |                                 |
| Batterie | 80 Volt 320 Ah =                |                                 |                                 |
| Hersteller | STIMBO Elektrofahrzeuge Zermatt |                                 |                                 |
| Güter-/Gepäckwagen (ab 2001) |                                 |                                 |                                 |
| Anzahl: | 1                               |                                 |                                 |
| Länge über Puffer | 5,82 m                          |                                 |                                 |
| Ladegewicht | 2,5 t                           |                                 |                                 |
| Batterie | 80 Volt 320 Ah =                |                                 |                                 |
| Streckenverlauf (ab 2001) |                                 |                                 |                                 |
| \| \| \| Unterstand Bahnhof Riffelalp \| \| \| \| \| Bahnhof Riffelalp \| \| \| \| \| Anschluss an die Gornergratbahn \| \| \| \| \| Mark Twain Weg \| \| \| \| \| Garage Riffelalp Resort \| \| \| \| \| \| \| \| \| \| Riffelalp Resort \| \| \| \| \| Wendeschlaufe \| \| \| \| \| \| \| |                                 |                                 |                                 |
| U-Bahn-Betriebs-/Güterbahnhof Streckenanfang |                                 | Unterstand Bahnhof Riffelalp    | Unterstand Bahnhof Riffelalp    |
| U-Bahn-Bahnhof |                                 | Bahnhof Riffelalp               | Bahnhof Riffelalp               |
| U-Bahn-Strecke |                                 | Anschluss an die Gornergratbahn | Anschluss an die Gornergratbahn |
| U-Bahn-Strecke |                                 | Mark Twain Weg                  | Mark Twain Weg                  |
| U-Bahn-Strecke · U-Bahn-Betriebsstelle Streckenanfang |                                 | Garage Riffelalp Resort         | Garage Riffelalp Resort         |
| U-Bahn-Abzweig geradeaus und von links · U-Bahn-Strecke nach rechts |                                 |                                 |                                 |
| U-Bahn-Bahnhof |                                 | Riffelalp Resort                | Riffelalp Resort                |
| U-Bahn-Abzweig geradeaus und nach links · U-Bahn-Strecke von rechts |                                 | Wendeschlaufe                   | Wendeschlaufe                   |
| U-Bahn-Strecke nach links · U-Bahn-Strecke nach rechts |                                 |                                 |                                 |

Das Riffelalptram (RiT) ist eine 675 Meter lange Schmalspurbahn im Schweizer Kanton Wallis, die als „Europas höchstgelegene Trambahnlinie“ beworben wird. Sie führt vom Bahnhof Riffelalp der Gornergratbahn auf 2211 m ü. M. Höhe zum Hotel Riffelalp und ist nur von Mitte Juni bis Mitte Oktober in Betrieb. Die Spurweite beträgt 800 Millimeter.

## Geschichte

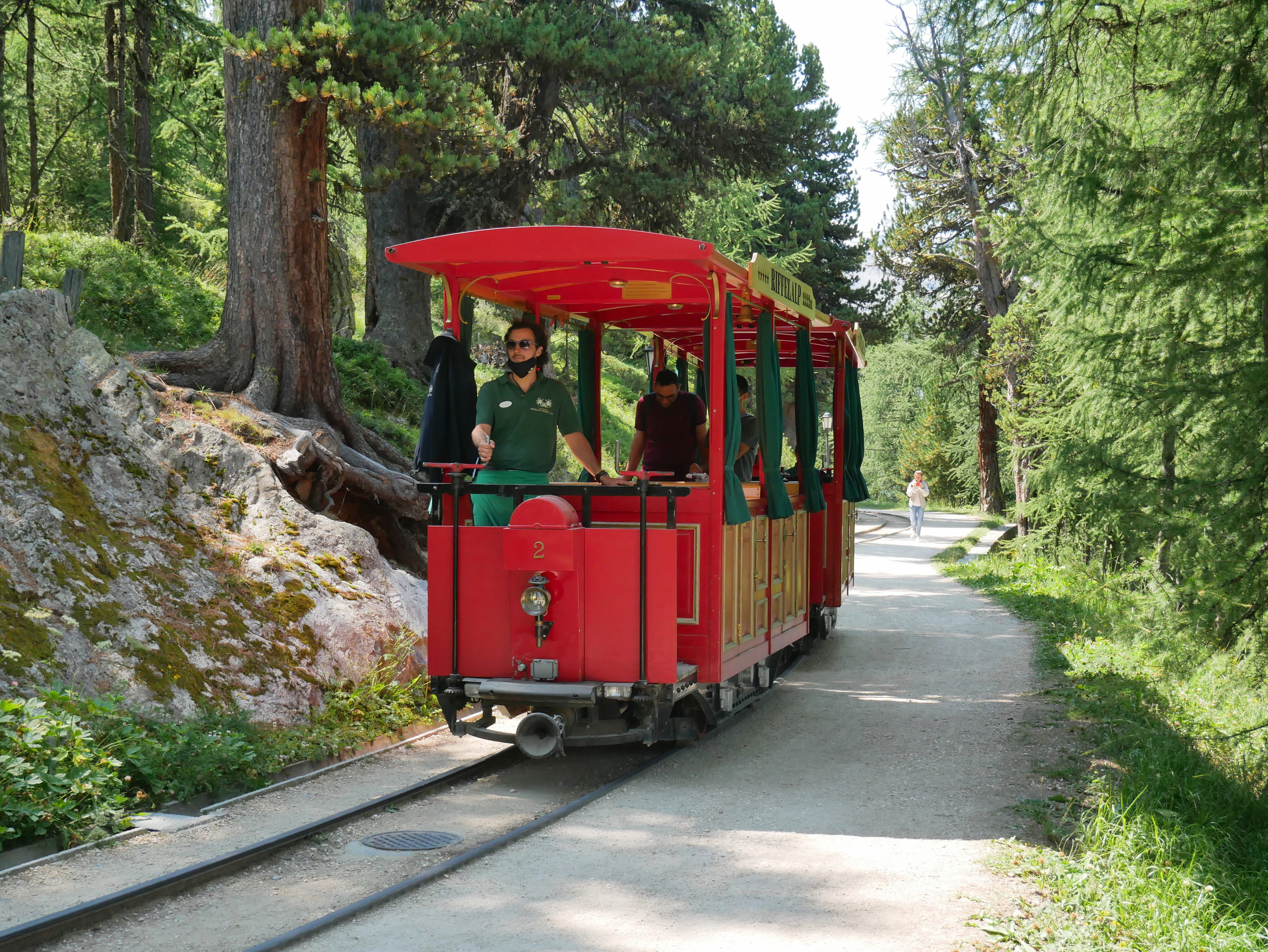
Unterwegs zwischen Bahnhof Riffelalp und Hotel

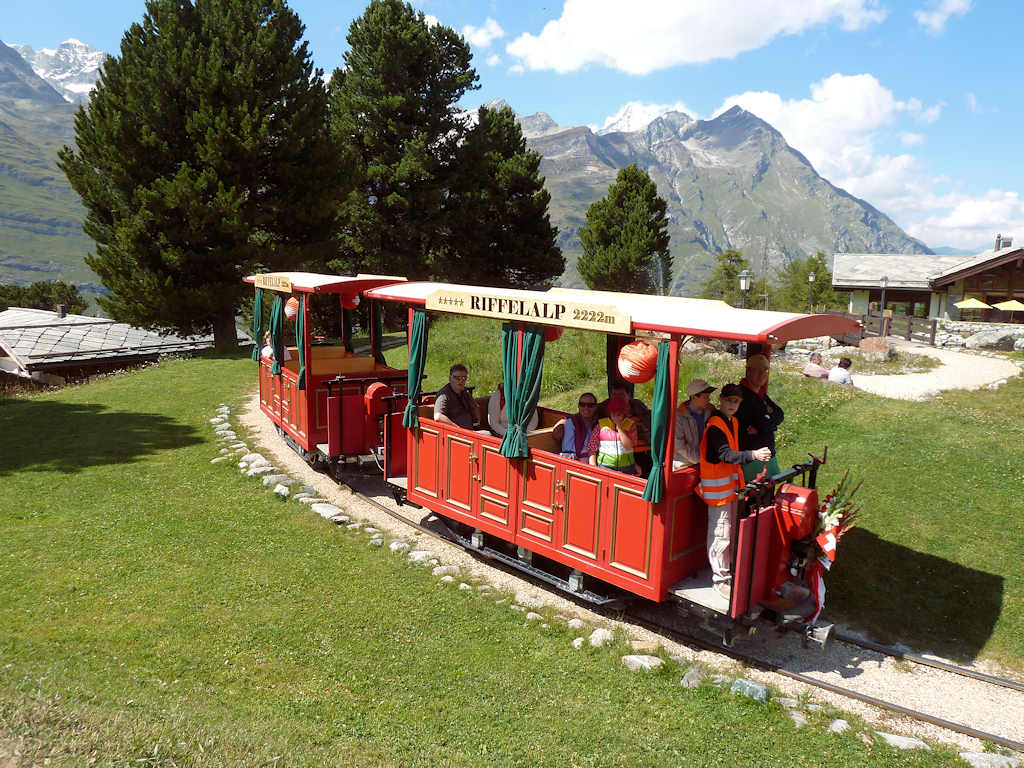
Riffelalptram in der Wendeschleife beim Hotel

Bei der Planung der Streckenführung der Gornergratbahn konnte das Hotel Riffelalp nicht direkt angeschlossen werden. Die Zahnradbahn führt seit 1898 einige hundert Meter vom Hotel entfernt vorbei. Um den Gästen dennoch einen bequemen Weg zum Hotel zu ermöglichen, plante der Hotelpionier Alexander Seiler eine kurze Verbindungsstrasse zur nahegelegenen Station der Bergbahn. Streitigkeiten zwischen Seiler und der Gemeinde Zermatt verhinderten aber den Erwerb des für die Strasse vorgesehenen Geländes. Daraufhin beantragte Seiler eine Konzession für eine Bahnstrecke, die ihm umgehend vom Bundesrat erteilt wurde. Nun mussten die Zermatter einlenken und Seiler das benötigte Land verkaufen, da ihm die Konzession auch das Recht zur Enteignung des benötigten Grundes einräumte.
Das Riffelalptram wurde nach kurzer Bauzeit am 13. Juli 1899 eröffnet. Die Strecke hatte ursprünglich eine Länge von 469 Metern und wurde über eine zweipolige Oberleitung mit 550 Volt Drehstrom betrieben.
Die Bahn verkehrte nur in der Sommersaison, im Winter fuhren – sofern auch die Gornergratbahn in Betrieb war – Pferdeschlitten. Nach dem letzten Betriebstag am 30. September 1960 brannte in der Nacht vom 14. auf den 15. Februar 1961 das Hotel bis auf die Grundmauern nieder und der Bahnbetrieb wurde nicht mehr wieder aufgenommen. Die Fahrzeuge überstanden das Feuer unbeschädigt und wurden in der Folgezeit in Zermatt aufgestellt.
Bei den Bauarbeiten für ein neues Hotel, die 1998 begannen, sollte auch das Riffelalptram wieder in Betrieb genommen werden. Wegen der langen Betriebspause war jedoch eine komplette Erneuerung der Gleise nötig. Die Spurweite wurde beibehalten, aber die Strecke auf ihre heutige Länge erweitert und mit einer Wendeschleife versehen. Auch die Oberleitung konnte wegen der inzwischen vorhandenen gesetzlichen Auflagen nicht wiederhergestellt werden. Die beiden wiederaufgebauten Fahrzeuge beziehen ihre Energie daher aus Akkumulatoren. Die Strecke wurde am 15. Juni 2001 wiedereröffnet, die Bahn verkehrt in der Zeit von 11:00 bis 16:00 Uhr.